# السياحة في مدغشقر

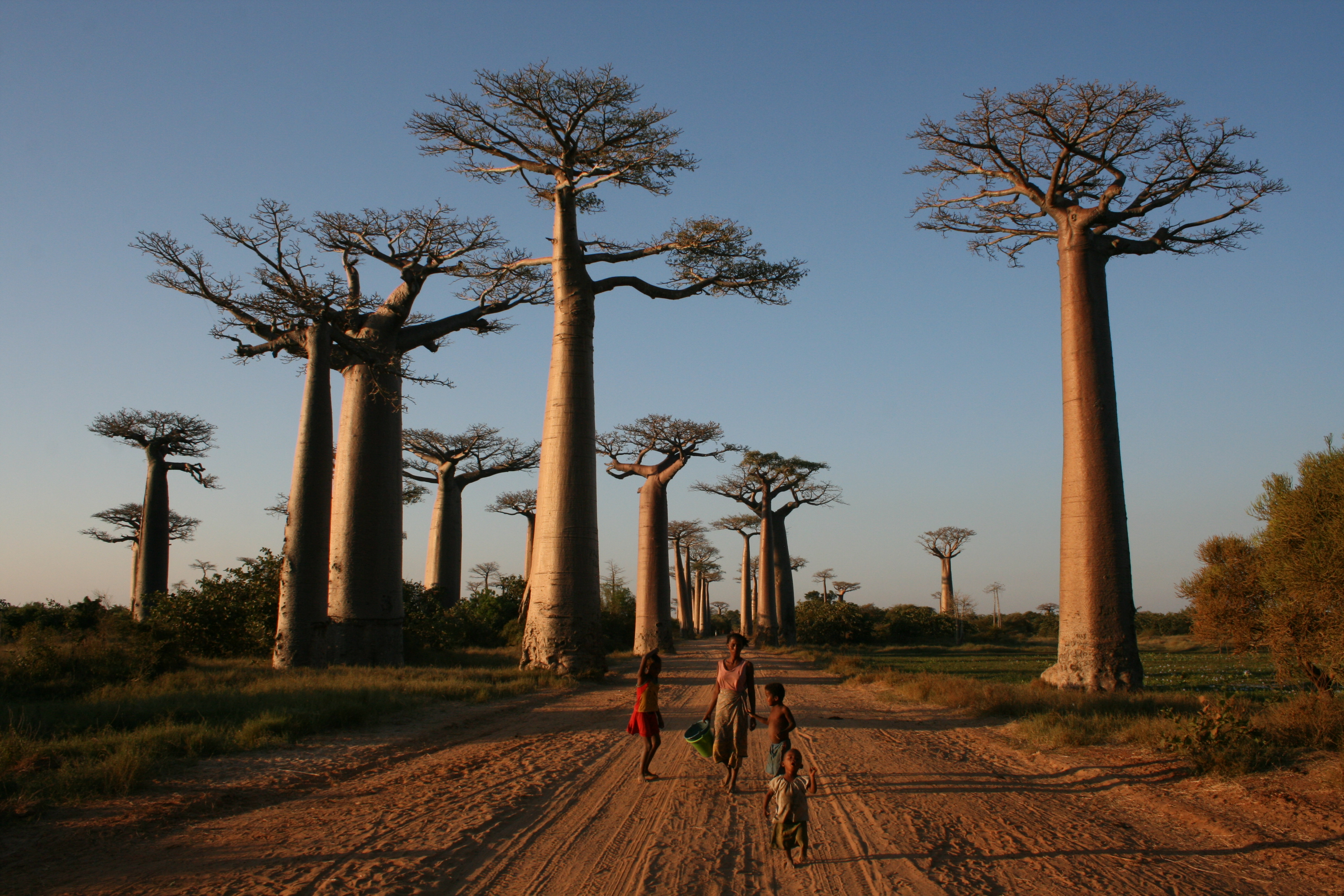

السياحة في مدغشقر على الرغم من الإمكانيات السياحية العالية في مدغشقر، إلا أن السياحة غير متطورة. تشكل الحياة البرية والغابات المتوطنة في الجزيرة مناطق جذب سياحي فريدة من نوعها. مع ذلك، فإن المواقع التاريخية، ومجتمعات الحرفيين، والمدن الهادئة تجعلها وجهة مفضلة لدى المسافرين العائدين.

## المعالم السياحية
كانت مدغشقر معزولة عن اليابسة الأفريقية لمدة 165 مليون سنة تقريبًا، وتطورت نباتاتها وحيواناتها في عزلة منذ ذلك الوقت فصاعدًا. تعد الجزيرة واحدة من أكثر مناطق العالم تنوعًا بيولوجيًا، وتشتهر دوليًا كوجهة للسياحة البرية والسياحة البيئية ، مع التركيز على الليمور والطيور وبساتين الفاكهة. أكثر من نصف الطيور المتكاثرة في الجزيرة متوطنة. تشمل الأنواع الأصلية الأخرى الليمور ذو البطن الحمراء، الآيآي، الإندري.

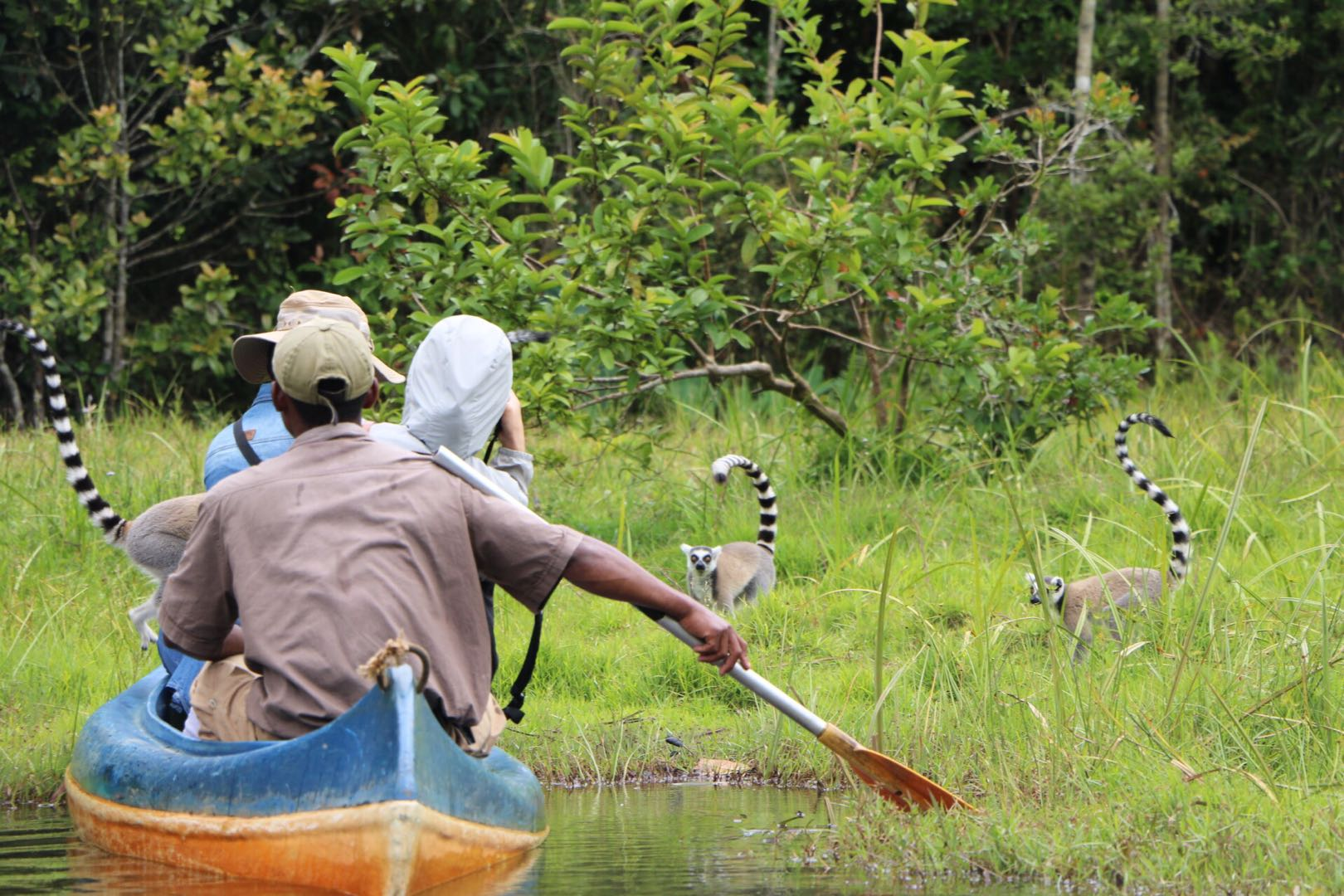

أحد أفضل الأماكن لمراقبة الإندري هو محمية أنالامازواترا، والتي تقع على بعد أربع ساعات من العاصمة. ساعد وجود الإندري في جعل محمية أنالامازواترا واحدة من مناطق الجذب السياحي الأكثر شعبية في مدغشقر. كما يمكن العثور على المواقع التاريخية في جميع أنحاء البلاد، ولكن معظمها في العاصمة، مثل القصر الملكي أو روفا في أنتاناناريفو أو تل أمبوهيمانغا المقدس القريب، وكلاهما مواقع مدرجة في قائمة التراث العالمي لليونسكو. يمر طريق شعبي من أنتانانريفو إلى تولير في الجنوب عبر العديد من البلدات المشهورة بالحرف اليدوية مثل أمباتولامبي (مسبك الألومنيوم)، أنتسيرابي (الأحجار الكريمة، التطريز، الألعاب)، أمبوسيترا (المطعمة)، وفيانارانتسوا.

## أعداد السياح
عام 2006 زار 312 ألف سائح مدغشقر. منذ عام 1990، شهد عدد السياح في البلاد نمواً بمعدل متوسط قدره 11% سنوياً. 60% من سياحها هم من الفرنسيين، الذين يشكلون الأغلبية بسبب الروابط الثقافية والتاريخية بين البلدين، ومسارات الطيران. يشكل الأشخاص المهتمون بعلم نباتات البلاد، والليمور،  والطيور، أو التاريخ الطبيعي أيضًا جزءًا كبيرًا من زوارها. غالبًا ما يسافر هؤلاء الزوار كجزء من جولة ويبقون في البلاد لفترة طويلة من الزمن.
في منتصف تسعينيات القرن العشرين، كانت السياحة ثاني أكبر مصدر للصادرات في البلاد، حيث بلغت عائداتها 50 مليون دولار أمريكي سنويًا. بالنسبة لعام 2007، تم تقدير مساهمة السياحة في الناتج المحلي الإجمالي لمدغشقر بنحو 6.3% من الناتج المحلي الإجمالي و206000 وظيفة (5.1% من إجمالي العمالة).
قد تضررت صناعة السياحة بشدة في أواخر عام 2001 بسبب الأزمة السياسية والركود الاقتصادي. انخفض عدد السياح في عام 2002، لكن صناعة السياحة تعافت بعد ذلك واستمرت في النمو بشكل مطرد. تم تسجيل أعلى عدد من الوافدين إلى مدغشقر في عام 2008، حيث بلغ عددهم 375 ألف وافد. لكن في عام 2009 أيضا، أثرت الأزمة السياسية الطويلة على وصول السياح. في عام 2012 زار مدغشقر 255,922 سائحاً فقط، وهو ما يمثل زيادة قدرها 14% مقارنة بأرقام عام 2011. كانت أرقام عام 2013 مخيبة للآمال مرة أخرى حيث بلغ عدد الوافدين 198,816 مهاجراً، كان هذا عام انتخابات، مع وجود مشاكل أمنية، لا سيما في نوزي بي. مع ذلك، شهد القطاع نموًا مطردًا منذ بضع سنوات. ففي عام 2019، وصل 486 ألف سائح إلى مدغشقر.

## تنمية السياحة
هناك اهتمام متزايد بالبلاد كوجهة سياحية. تتمتع البلاد بمناظر طبيعية خلابة وموارد ثقافية تدعم السياحة. توفر هذه الموارد العديد من الفرص لتطوير كل من السياحة البيئية والسياحة القائمة على المنتجعات. على الرغم من نموها، إلا أن صناعة السياحة صغيرة جدًا. هي أصغر بكثير من جزر سيشل وموريشيوس المجاورة، وهي الأصغر بين الجزر في المحيط الهندي.
عملت حكومة مدغشقر على تعزيز السياحة باعتبارها استراتيجية للتنمية الاقتصادية. بما أن أكثر من 70% من سكان البلاد يعيشون في فقر، يُنظر إلى السياحة باعتبارها وسيلة للحد من الفقر وتحقيق النمو الاقتصادي. وتعد السياحة حاليا ثاني أكبر مصدر للعملة الأجنبية في البلاد، وتأمل الحكومة في زيادة هذه الحصة. لا تزال صناعة السياحة في مراحلها الأولى من التطوير، ولكنها تتمتع بإمكانات كبيرة للنمو مع تحسن البنية التحتية في مدغشقر.
تواجه صناعة السياحة عددًا من التحديات الكبيرة. إن السفر والسياحة ضعيف التنوع، والبنية الأساسية ضعيفة، والطرق سيئة الرصف، والسفر الجوي مكلف وغير موثوق به. يوجد عدد قليل من الفنادق ذات الجودة العالية، وعدد أقل منها يفي بالمعايير الدولية، يوجد في مدغشقر ما يقرب من 550 فندقًا، تم تصنيف حوالي 110 منها على أنها تلبي المعايير الدولية.

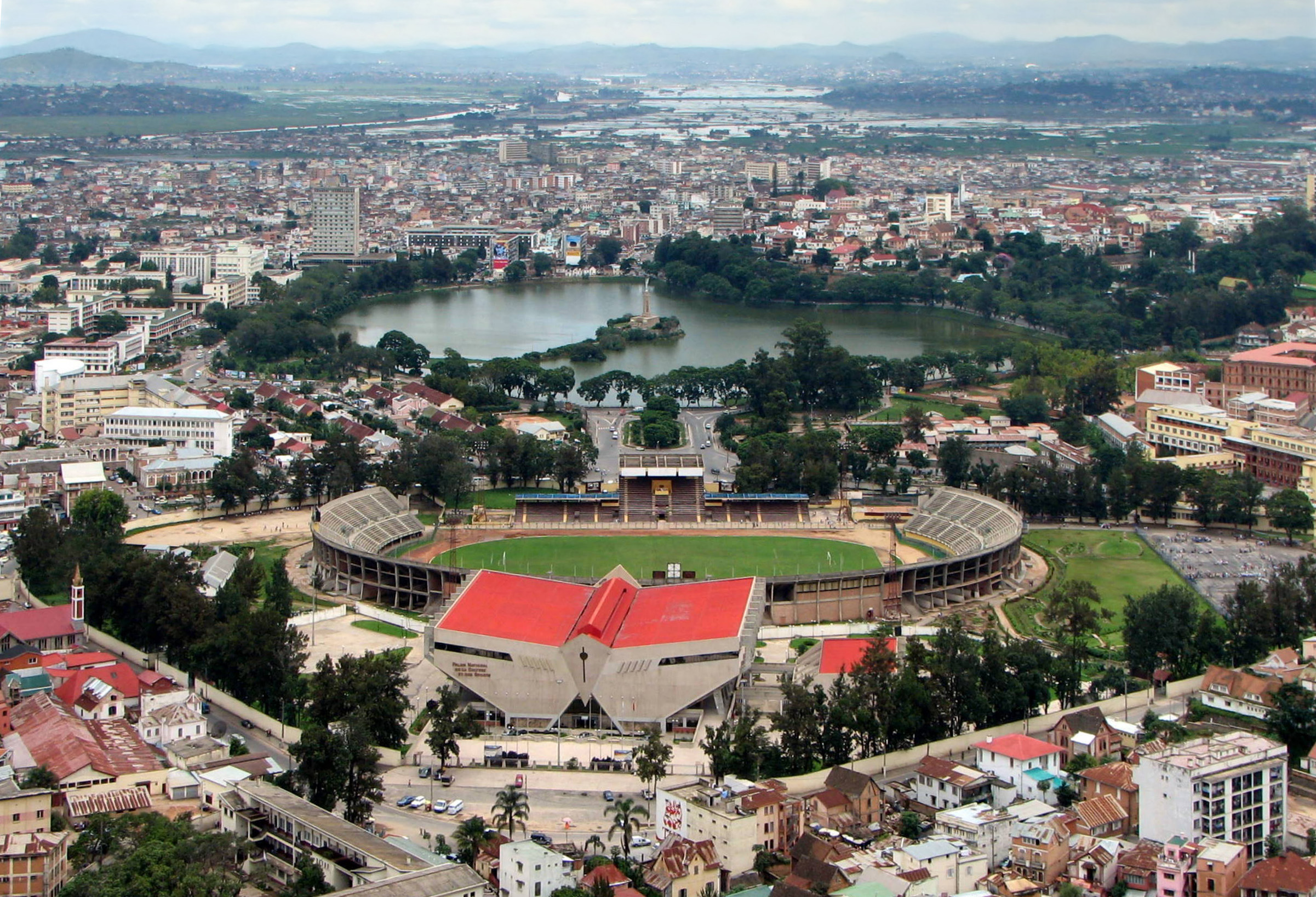

تسيطر شركتا طيران مدغشقر وإير فرانس على السفر الجوي، وهو ما يجعل أسعار الرحلات الجوية باهظة الثمن. إن وضع البلاد كوجهة للسفر لمسافات طويلة يؤدي إلى زيادة الأسعار بشكل أكبر.